# Хайнихен
Хайнихен (нем. Hainichen) — город в Германии, в земле Саксония. Подчинён административному округу Хемниц. Входит в состав района Средняя Саксония.  Население составляет 8876 человек (на 31 декабря 2010 года). Занимает площадь 51,57 км². Официальный код  —  14 1 82 150.
Город подразделяется на 9 городских районов.